# Coxicerberus adriaticus
Coxicerberus adriaticus är en kräftdjursart som beskrevs av Stanko Karaman 1955. Coxicerberus adriaticus ingår i släktet Coxicerberus och familjen Microcerberidae. Inga underarter finns listade i Catalogue of Life.